# Municipio de Mount Pleasant (condado de Westmoreland)
El municipio de Mount Pleasant (en inglés: Mount Pleasant Township) es un municipio ubicado en el condado de Westmoreland en el estado estadounidense de Pensilvania. En el año 2000 tenía una población de 11,153 habitantes y una densidad poblacional de 21 personas por km².

## Geografía
El municipio de Mount Pleasant se encuentra ubicado en las coordenadas 40°07′00″N 79°24′59″O / 40.11667, -79.41639.

## Demografía
Según la Oficina del Censo en 2000 los ingresos medios por hogar en la localidad eran de $35,431 y los ingresos medios por familia eran $41,908. Los hombres tenían unos ingresos medios de $31,132 frente a los $22,107 para las mujeres. La renta per cápita para la localidad era de $15,968. Alrededor del 8,8% de la población estaban por debajo del umbral de pobreza.